# Robert Garrett (basket-ball)
Pour les articles homonymes, voir Robert Garrett et Garrett.
Robert Garrett, né le 18 mars 1977 à Ochsenfurt, au Allemagne de l'Ouest, est un joueur allemand de basket-ball, évoluant au poste de meneur.

## Carrière

### Palmarès
- Finaliste du championnat d'Europe 2005